# Redstone (Colorado)
Redstone es un lugar designado por el censo ubicado en el condado de Pitkin en el estado estadounidense de Colorado. En el Censo de 2010 tenía una población de 130 habitantes y una densidad poblacional de 114,6 personas por km².

## Geografía
Redstone se encuentra ubicado en las coordenadas 39°10′49″N 107°14′18″O / 39.18028, -107.23833. Según la Oficina del Censo de los Estados Unidos, Redstone tiene una superficie total de 1.13 km², de la cual 1.13 km² corresponden a tierra firme y (0%) 0 km² es agua.

## Demografía
Según el censo de 2010, había 130 personas residiendo en Redstone. La densidad de población era de 114,6 hab./km². De los 130 habitantes, Redstone estaba compuesto por el 93.85% blancos, el 0.77% eran afroamericanos, el 0% eran amerindios, el 3.08% eran asiáticos, el 0% eran isleños del Pacífico, el 1.54% eran de otras razas y el 0.77% pertenecían a dos o más razas. Del total de la población el 4.62% eran hispanos o latinos de cualquier raza.